# Santidougou
Santidougou est un village rattaché à la commune urbaine de département de Bobo-Dioulasso de la province du Houet dans la région du Hauts-Bassins au Burkina Faso.

## Géographie
Santidougou est située dans le 2e arrondissement du département de Bobo-Dioulasso, à 14 km du centre de Bobo-Dioulasso. La commune est traversée par la route nationale 10 sur l'axe Bobo-Dioulasso–Dédougou.

## Histoire
Le premier habitant de Santidougou fu un chasseur achanti originaire du Ghana qui avait trouvé refuge a Sya (dioulassoba). Dans ses promenades de chasse, il découvrit une mare au en brousse où les animaux sauvages venait boire. Avec la permission de ses tuteurs de dioulassoba, il décida de s'installer pas loin de la Mare pour ses activités de chasseur.

## Économie
Depuis 2018, le village dispose de l'électricité, mise en place par l'agence burkinabè de l’électrification rurale (ABER).

## Éducation et santé
La commune de Santidougou accueille un centre de santé et de promotion sociale (CSPS).
Le village souffre d'une épidémie persistante de malaria.